# Emre Aydın (Fußballspieler)
Emre Aydın (* 15. September 1995 in Batman) ist ein türkischer Fußballspieler, der auf Leihbasis für Ankara Demirspor spielt.

## Karriere

### Verein
Aydın begann mit dem Vereinsfußball in der Nachwuchsabteilung von Trabzonspor.
Im Sommer 2013 erhielt er von Trabzonspor zwar einen Profivertrag und wurde anschließend an den Drittligisten Turgutluspor ausgeliehen. Zur Saison 2014/15 wurde Aydın schließlich an den Drittligisten 1461 Trabzon, den Zweitverein von Trabzonspor, ausgeliehen. Am Ende der Saison 2014/15 konnte er mit seinem Verein die Play-offs der Liga gewinnen und damit den direkten Wiederaufstieg erreichen.
Für die Saison 2015/16 lieh ihn Trabzonspor an den Drittligisten Ankara Demirspor aus.

### Nationalmannschaft
Aydın spielte für die türkische U-15-, die U-16- und die U-17-Nationalmannschaft. Mit der U-16 konnte er den Caspian Cup gewinnen.

## Erfolge
Mit 1461 Trabzon
- Play-off-Sieger der TFF 2. Lig und Aufstieg in die TFF 1. Lig: 2014/15

Mit der türkischen U-16-Nationalmannschaft
- Caspian-Cup-Sieger: 2011